# Othmar Ammann
Othmar Hermann Ammann (Feuerthalen, 26 maart 1879 – Rye (NY), 22 september 1965) was een Zwitsers-Amerikaans ingenieur die vooral bekend is geworden door zijn ontwerpen voor bruggen in de stad New York.

## Bruggen in de Verenigde Staten, ontworpen door Othmar Ammann
- Bayonne Bridge
- Bronx-Whitestone Bridge
- George Washington Bridge
- Robert F. Kennedy Bridge (drie bruggen)
- Throgs Neck Bridge
- Verrazano-Narrows Bridge

- Bibliothèque nationale de France: cb121516205 (data)
- Gemeinsame Normdatei: 118648829
- Historisch woordenboek van Zwitserland: 031280
- International Standard Name Identifier: 0000 0000 8388 0971
- Library of Congress Control Number: n80160384
- Nationale Bibliotheek van Israël: 987007280675805171
- Nederlandse Thesaurus van Auteursnamen: 068211546
- RKD-Nederlands Instituut voor Kunstgeschiedenis: 132944
- SNAC: w6f19r7v
- Système universitaire de documentation: 030012392
- Trove: 786899
- Union List of Artist Names: 500014293
- Virtual International Authority File: 62342169
- WorldCat: E39PBJk94xt3hwXR8tpTFgcgKd